# Katharinenkirche (Danzig)

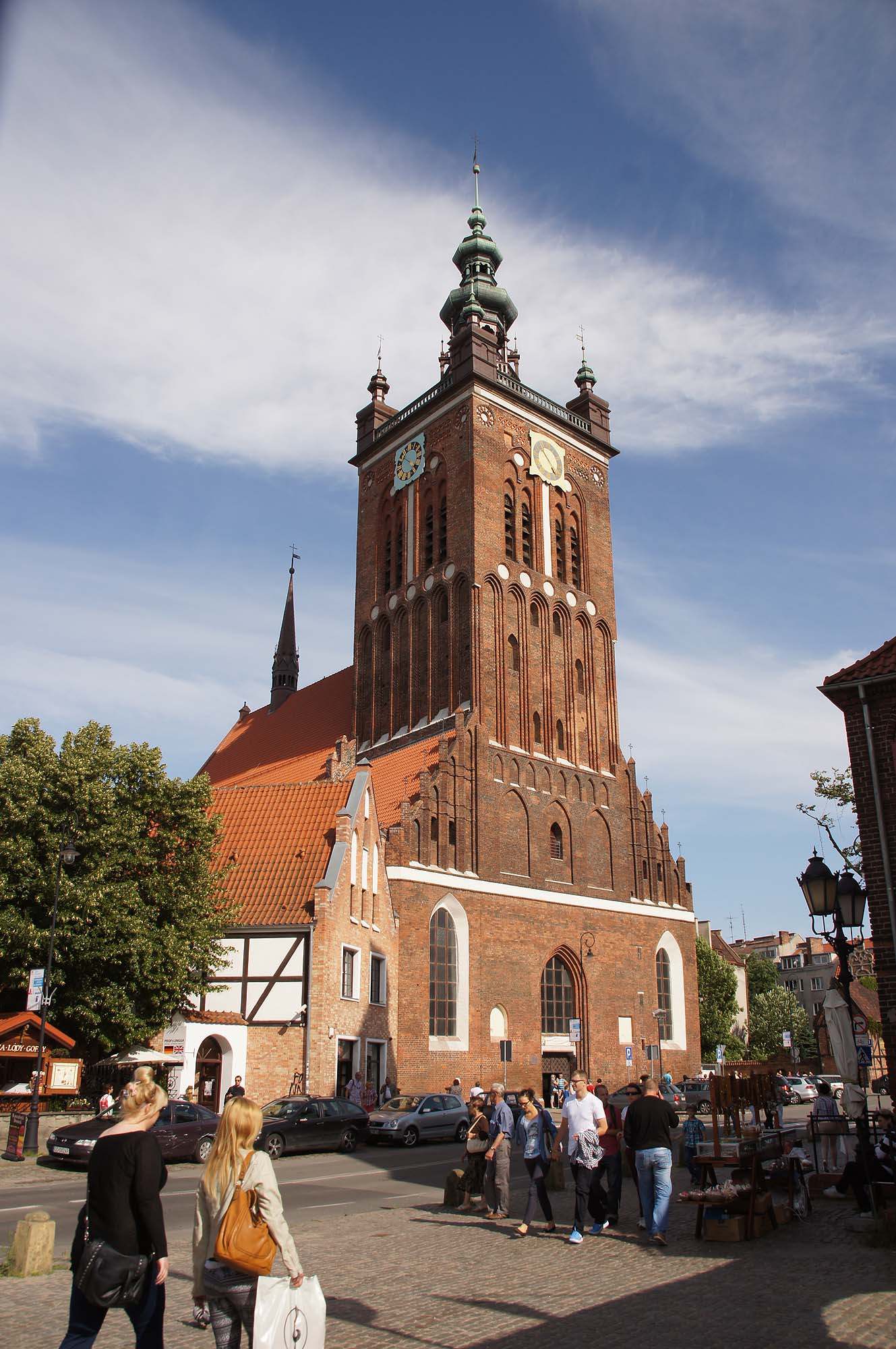
Katharinenkirche

Die St.-Katharinen-Kirche (polnisch Kościół św. Katarzyny) zählt zu den ältesten Kirchen Danzigs und befindet sich in der nordwestlichen Altstadt, in der ulica Rajska, der Großen Mühle gegenüber.
Die Abmessungen der Kirche betragen 61,5 m Länge und 25 bis 40 m Breite. Der Turm ist bis zur Basis des Helms 44 m und zur Turmspitze 76 m hoch.

## Geschichte

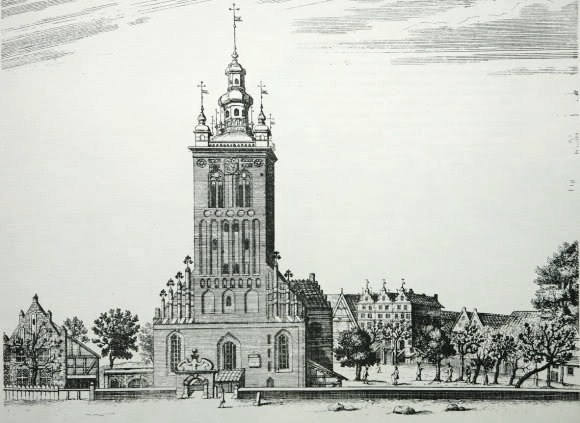
Katharinenkirche auf einer Lithographie aus dem 18. Jahrhundert

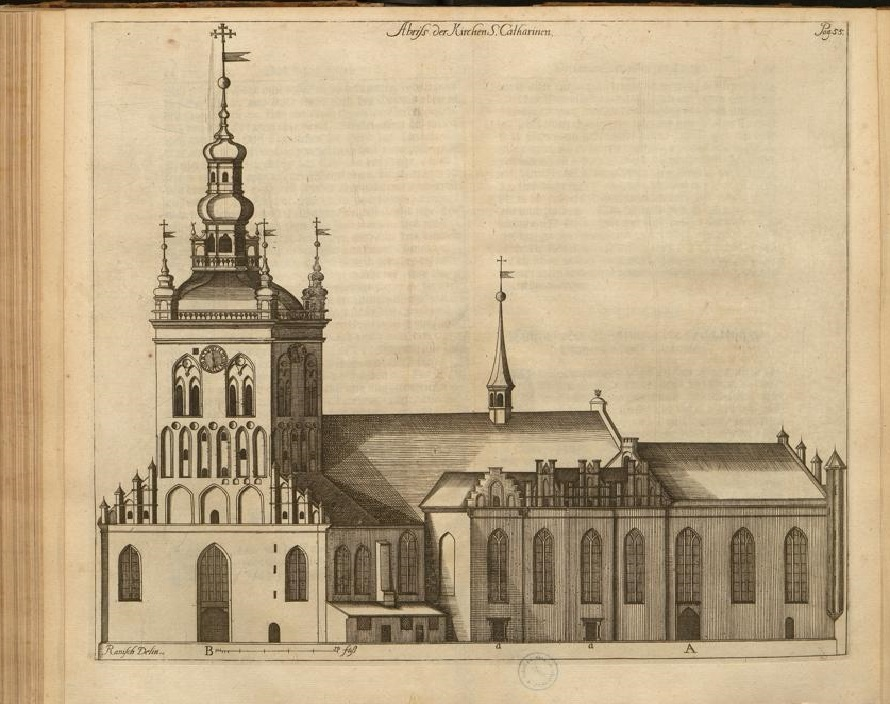
Aufriss der Katharinenkirche von 1695

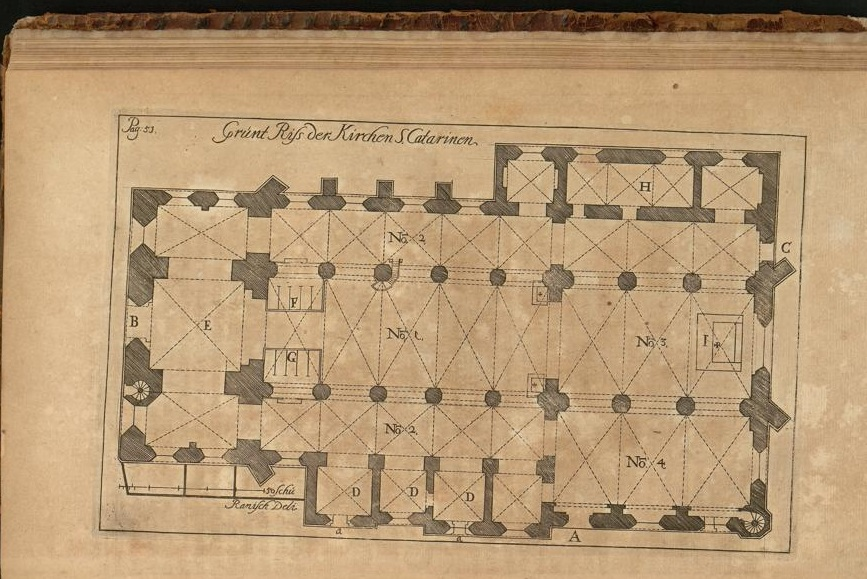
Grundriss von 1695
A: große Tür vom Kirchhof, B: Eingang unter dem großen Turm, C: Eingang der Nonnen, D: 3 Hallen, darüber befindet sich die große Orgel, E: großer Glockenturm (Wendeltreppe/Aufstieg zum Turm), F: Stuhl eines edlen Rates, G: Stuhl eines edlen Richters, H: Ankleidekammer, I: großer Altar

Eine erste Kirche entstand vermutlich bereits 1185 unter Fürst Sobiesław I., der an gleicher Stelle eine Holzkirche errichten ließ.
Nach historischen und archäologischen Studien wurde das in Stein gebaute Hauptschiff der Kirche zwischen 1230 und 1240 errichtet.
Im 14. und 15. Jahrhundert wurde die Kirche umfangreich ausgebaut. Um 1380 wurde die Kirche um einen niedrigen Turm ergänzt, der zwischen 1484 und 1486 erhöht und mit einem Satteldach überzogen wurde. Der Turm erhielt 1634 einen barocken Helm nach dem Entwurf des Stadtzimmermanns von Danzig Jakob van den Blocke.
Im Jahre 1525 schloss sich die Gemeinde der Reformation an.
Für den Hochaltar der Kirche erstellte um 1601 der Maler Anton Möller (* 1563; † 1611) ein Triptychon mit den Gemälden Kreuzung, Abendmahl und Jüngstes Gericht. Das Hauptbild, die Kreuzigung, wurde nach dem Tod des Malers von seinem Schüler Izaak van den Blocke vollendet. Seit 2016 befindet sich das Triptychon im Nationalmuseum von Danzig. 1687 wurde der Danziger Astronom Johannes Hevelius in St. Katharinen beigesetzt.
Um 1675 und 1715 wurden umfangreiche Renovierungsarbeiten an der Kirche durchgeführt. Während der Besetzung Danzigs durch die napoleonischen Truppen von 1807 bis 1813 wurde die Kirche zur Unterbringung der zahlreichen Pferde zweckentfremdet, woraufhin sie später renoviert werden musste.
Am 3. Juli 1905 entfachte ein Blitzschlag ein Feuer im Kirchturm, wodurch der Helm des Turms einstürzte, und das Glockenspiel vollständig zerstört wurde. Zeugen der Katastrophe sprachen von großen Tropfen geschmolzenen Metalls, die als „bronzene Tränen der heiligen Katharina“ bezeichnet wurden. Die herabfallenden brennenden Fragmente setzten auch das Kirchendach unterhalb des Turms in Brand und zerstörten es teilweise. Die Renovierung des Turms und die Rekonstruktion des Helms wurden 1910 vollendet.
Im Zweiten Weltkrieg wurde der Kirchenbau 1945 zerstört. Durch Flucht und Vertreibung verlor die evangelische Gemeinde der Katharinenkirche viele Mitglieder. Daraufhin wurde sie aufgelöst. Die römisch-katholischen Kirche übernahm St. Katharinen. Der Kirchenbau wurde originalgetreu rekonstruiert. Nach der Fertigstellung des Kirchendaches 1966/1967 konnten in der Katharinenkirche wieder Gottesdienste gefeiert werden.
Der Wiederaufbau des Turmes erfolgte in den 1980er Jahren und mit ihm der Einbau eines neuen Glockenspiels im Jahre 1989.
In Turm  befindet sich das Turmuhrenmuseum, von dem der Besucher auch Zugang zum Glockenspiel im Turm hat.
Am 22. Mai 2006 brach im Dach der Kirche ein Brand aus, der die Dachkonstruktion beschädigte, wodurch Teile des Dachstuhls auf die Zwischendecke des Kirchenschiffes stürzten. Das Innere der Kirche und der Großteil der historischen Gegenstände blieben dadurch verschont.
Der Turm der Kirche galt nicht als einsturzgefährdet. 2016 war der 10-jährige Wiederaufbau der Kirche abgeschlossen.

### Orgel
Die Kirche besaß über Jahrhunderte zwei Orgeln, eine große Orgel über einem Anbau an das südliche Seitenschiff der Kirche und eine kleine Orgel auf einer Empore im nördlichen Seitenschiff.
Die große Orgel wurde ursprünglich von Johann Hellwig 1603-1607 erbaut. 1650 fügte Georg Nitrowski zwei große Pedaltürme links und rechts neben der bestehenden Orgel hinzu. In dieser Form besaß die Orgel drei Manuale, Pedal und 33 Register. 1910 stellte Eduard Wittek ein neues Orgelwerk mit drei Manualen und 50 Registern in das alte Gehäuse. Die Orgelfassade wurde 1943 ausgelagert; Fragmente von ihr wurden von der polnischen Denkmalpflege gerettet.
Die kleine Orgel wurde 1609 von Johann Hellwig erbaut unter Wiederverwendung von Teilen einer Orgel von Hans Hauck 1516. Sie besaß 9 Register auf einem Manual, ein Pedal fehlte ursprünglich und wurde erst um 1910 von Eduard Wittek ergänzt. Die gesamte kleine Orgel wurde 1943 ausgelagert; ihr weiteres Schicksal ist nicht bekannt.

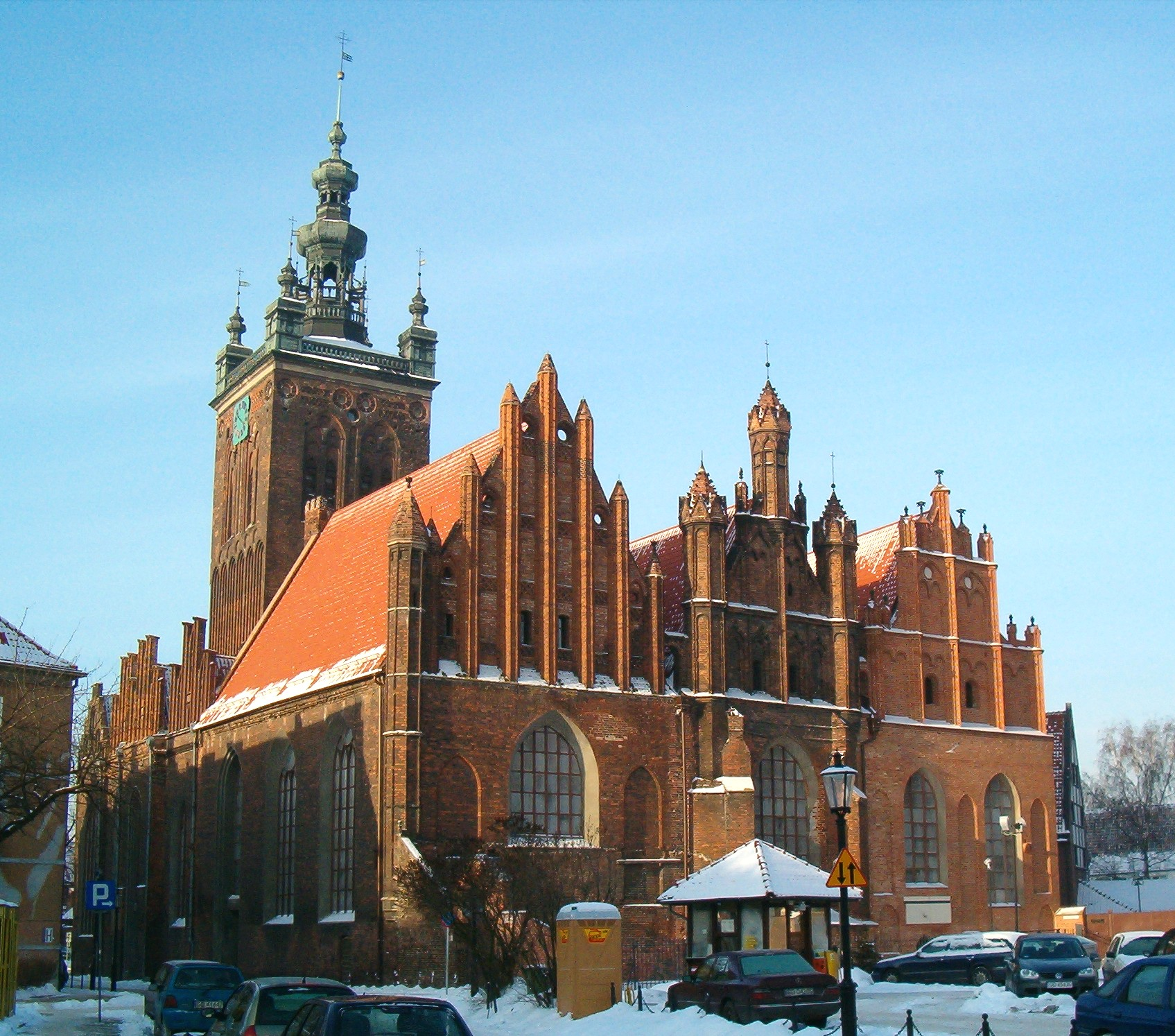
Rückansicht der Kirche

### Glockenspiel
Nach Beendigung des Turmbaus 1486 wurde 1495 im Turm eine große neugegossene Glocke aufgehängt. 1575 erhielt die Kirche das erste Glockenspiel (Carillon), das aus 14 in den Niederlanden gefertigten Glocken bestand.

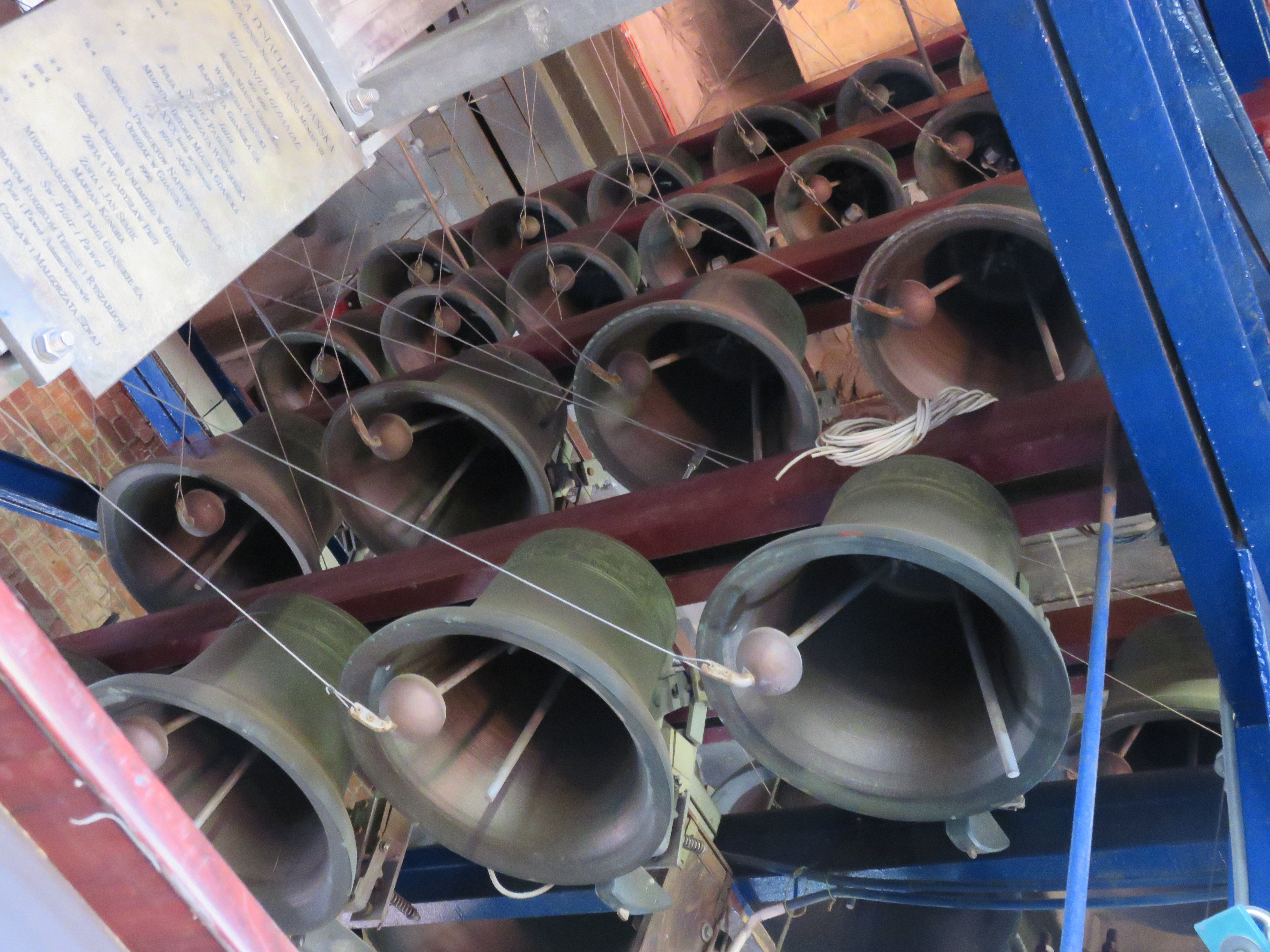
Glockenspiel

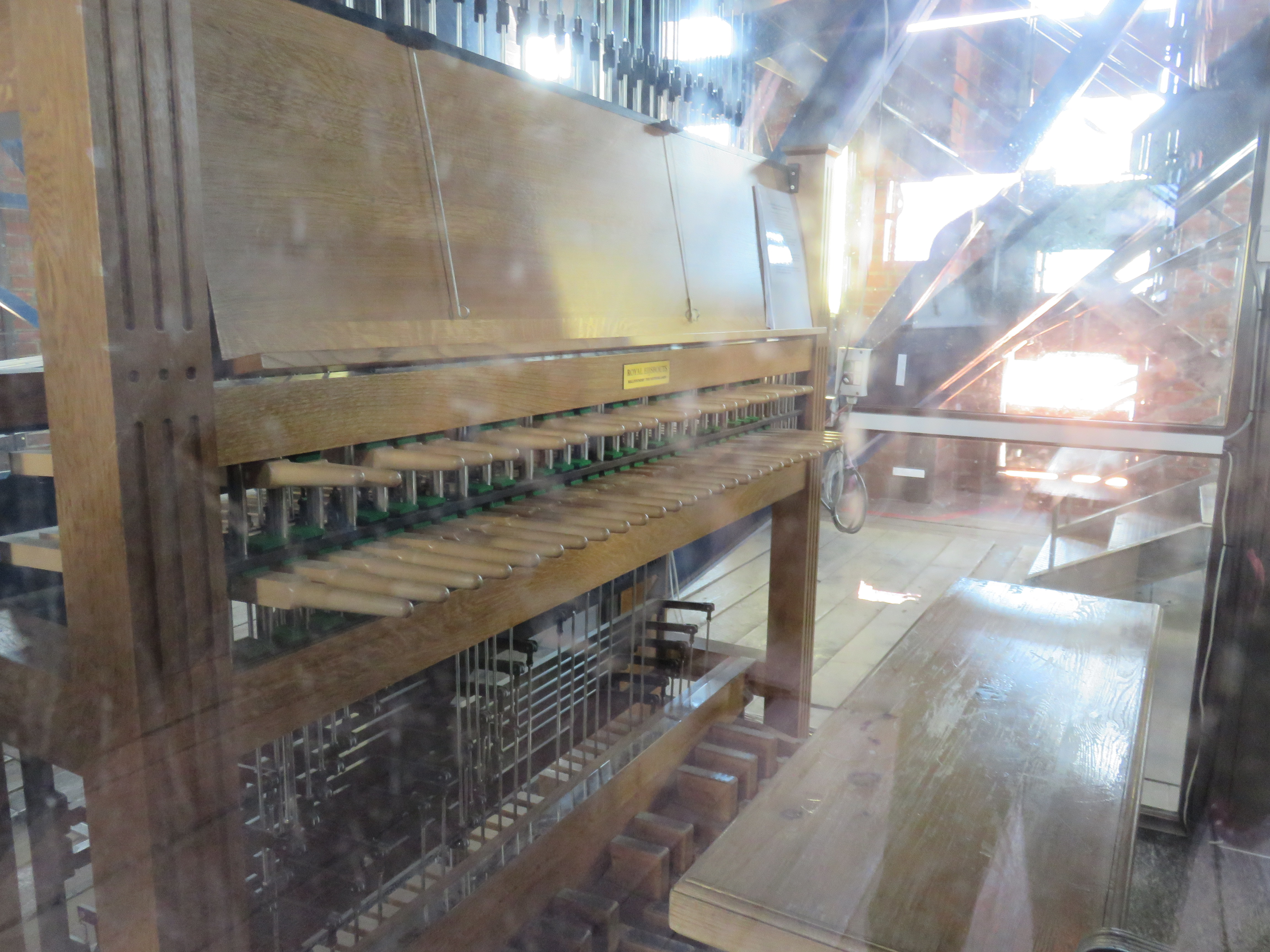
Spieltisch des Carillons

1738 wurde das Glockenspiel mit 35 Glocken (der Schlagtöne c1 bis c4) erneuert, die in den Niederlanden von Nicolaus Derck van Horn gegossen worden waren. Die Konzerttastatur fertigte der Orgelbauer Andreas Hildebrandt. Das automatische Glockenspiel stellte 1741 der Danziger Uhrmacher Daniel Böttcher aus einer großen Walze mit 7260 Löchern für die Notenstäbe her. Am 30. November 1738 fand das erste Konzert statt. Da der Klang der Glocken nicht zufriedenstellend war, wurden 15 Glocken in den Niederlanden neu gegossen. Mit dem automatischen Modus setzte das Glockenspiel zu jeder vollen Stunde ein.
Im Juli 1905 brannte der Kirchturm durch einen Blitzeinschlag aus und zerstörte auch das Glockenspiel. Der Turm wurde nach kurzer Besichtigung durch den Kaiser Wilhelm II. und den Kultusminister Konrad von Studt nach den Plänen des Stadtbaurats Fehlhaber wieder aufgebaut. 1910 wurde das Glockenspiel mit 37 Glocken wieder hergestellt, die von der Glockengießerei Schilling in Thüringen gegossen wurden und ein Gesamtgewicht von 16.760 kg hatten.
Im Zweiten Weltkrieg, 1942 wurden die Glocken als Metallspende des deutschen Volkes aus der Kirche entfernt. 28 Glocken entgingen dem Einschmelzen und wurden in dem 36-stimmigen Glockenspiel der Marienkirche in Lübeck eingebaut.
1989 wurde das Glockenspiel der Katharinenkirche mit 37 Glocken erneuert und 1998 um 12 Glocken erweitert. Sie waren in der Glockengießerei Eijsbouts in Asten, den Niederlanden gegossen worden. Zum Glockenspiel gehören eine Konzerttastatur und ein automatischer Spielmechanismus, der zu jeder vollen Stunde einsetzt.
Von dem 2006 ausgebrochenen Feuer im Dach der Kirche war das Glockenspiel nicht betroffen. Im selben Jahr wurde das Glockenspiel um die 50. Glocke mit dem Schlagton B und einem Gewicht von 2835 kg ergänzt.
Das Historische Museum der Stadt Danzig betreut das Glockenspiel.

### Brandereignisse von 1905 und 2006

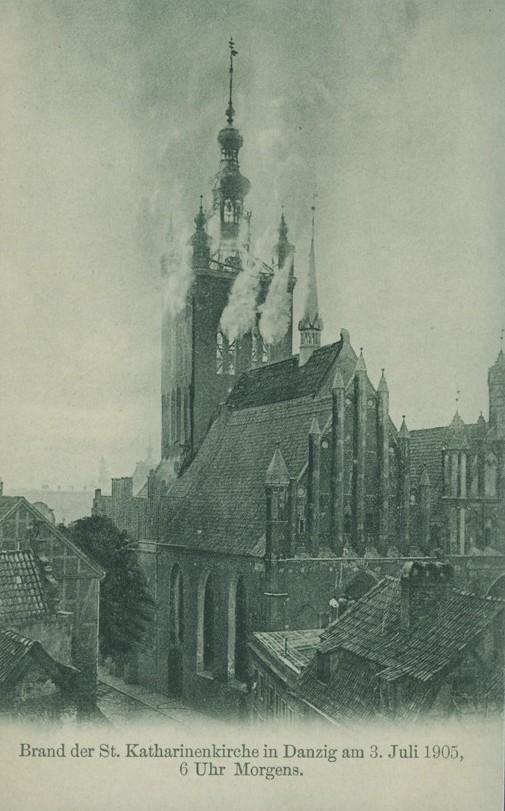
Brand 1905
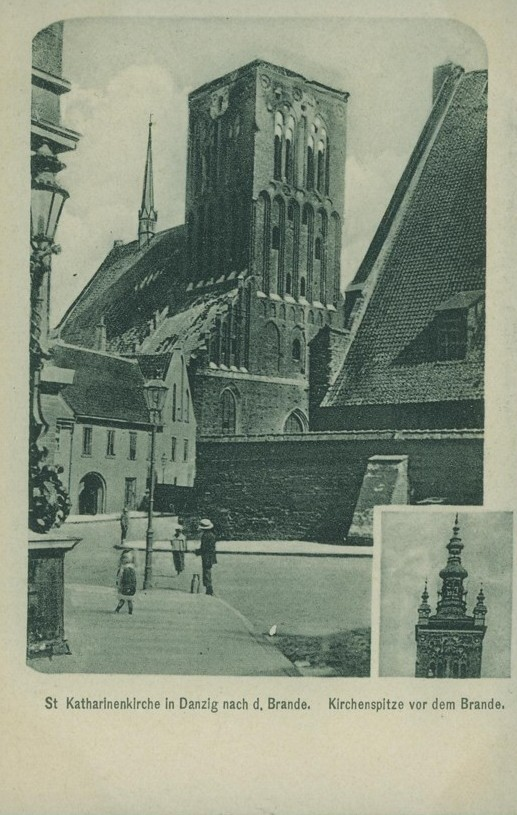
Nach dem Brand 1905
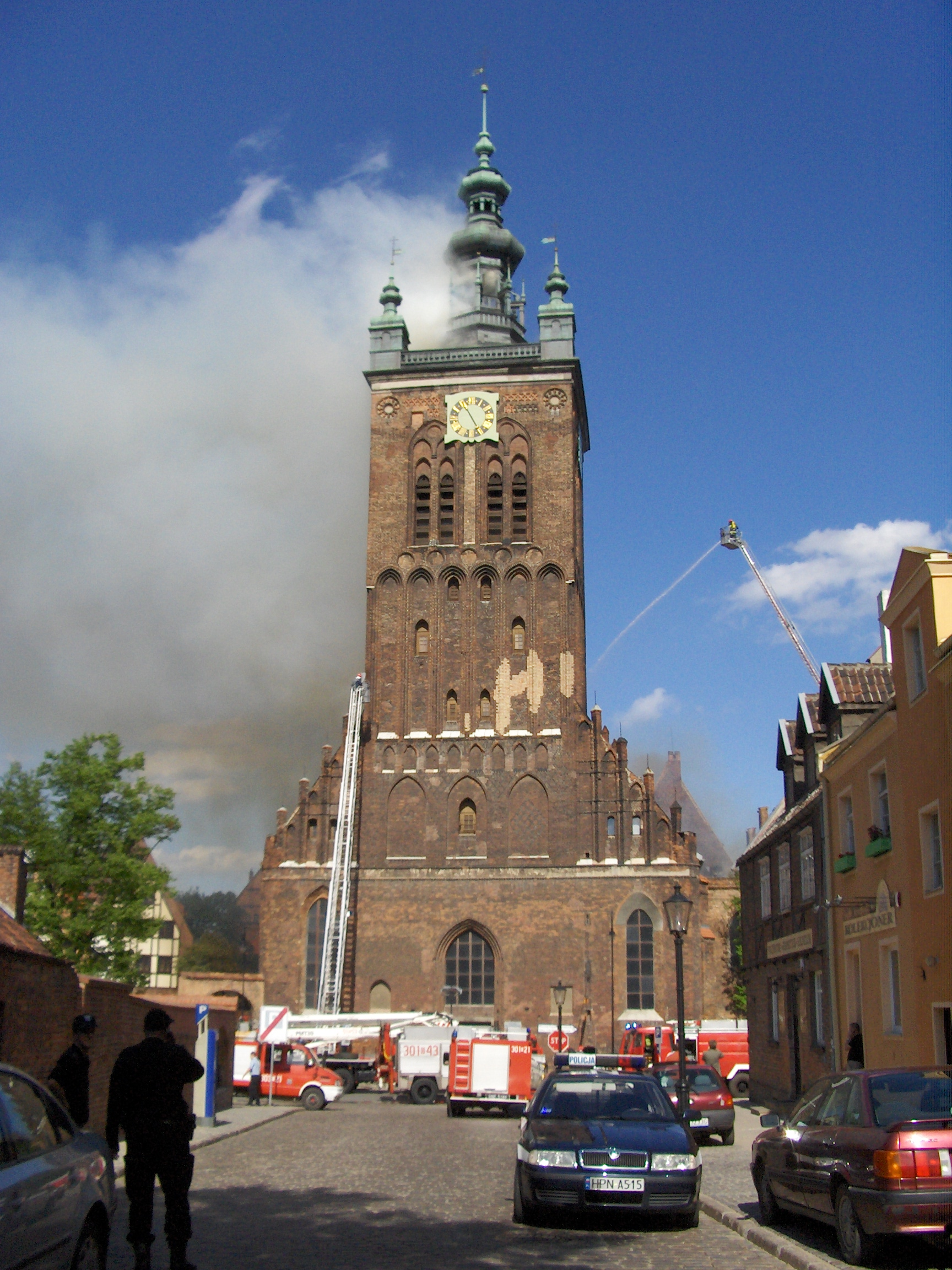
Brand Mai 2006
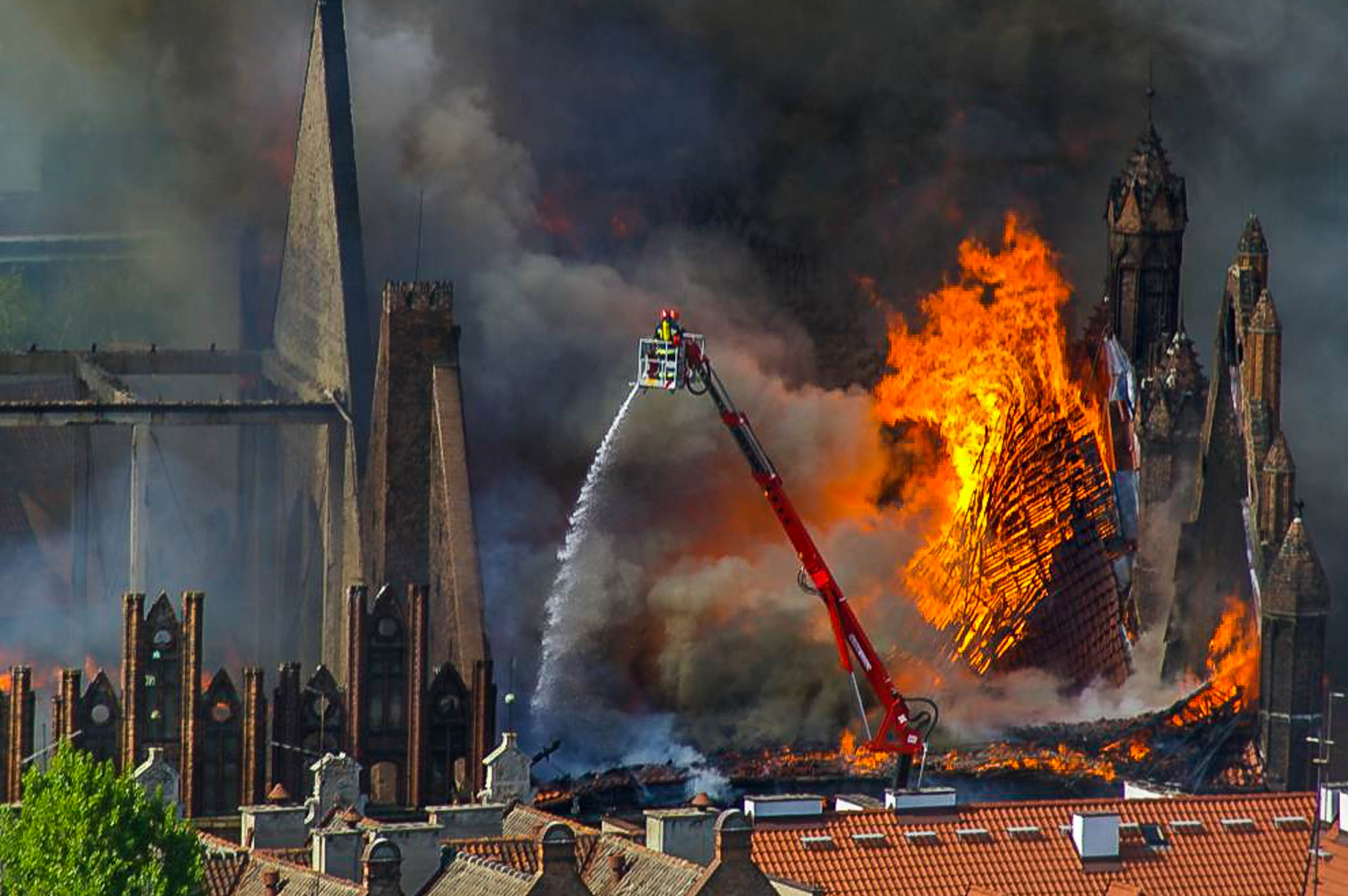
Brand Mai 2006
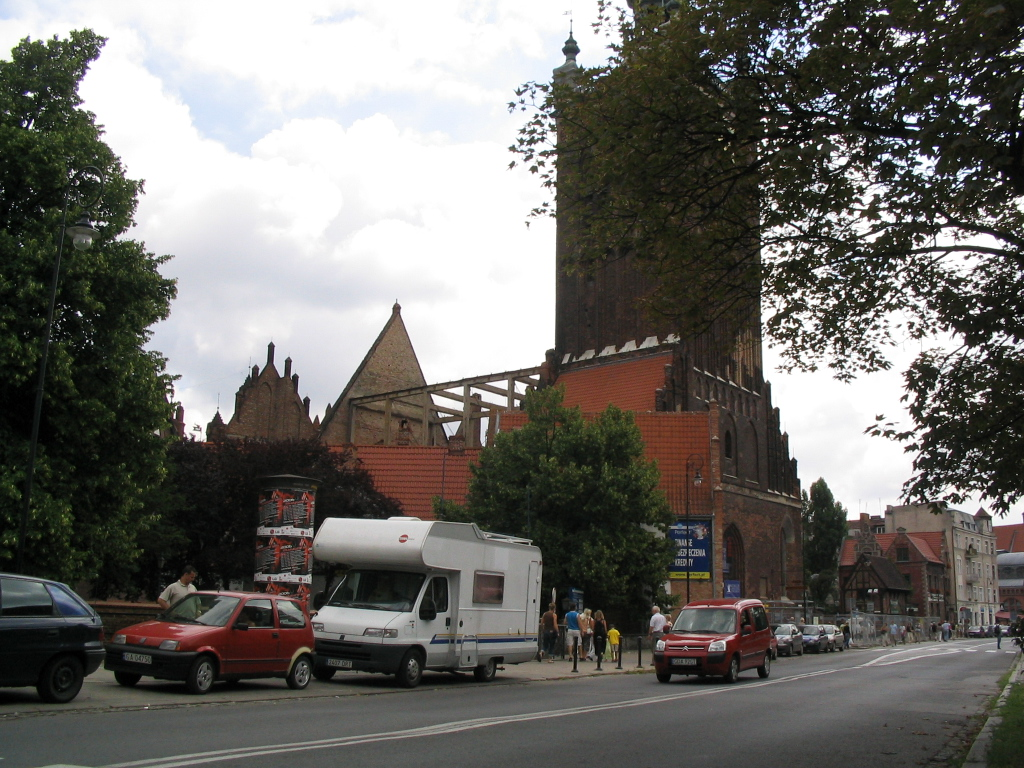
Ausgebranntes Dach, August 2006
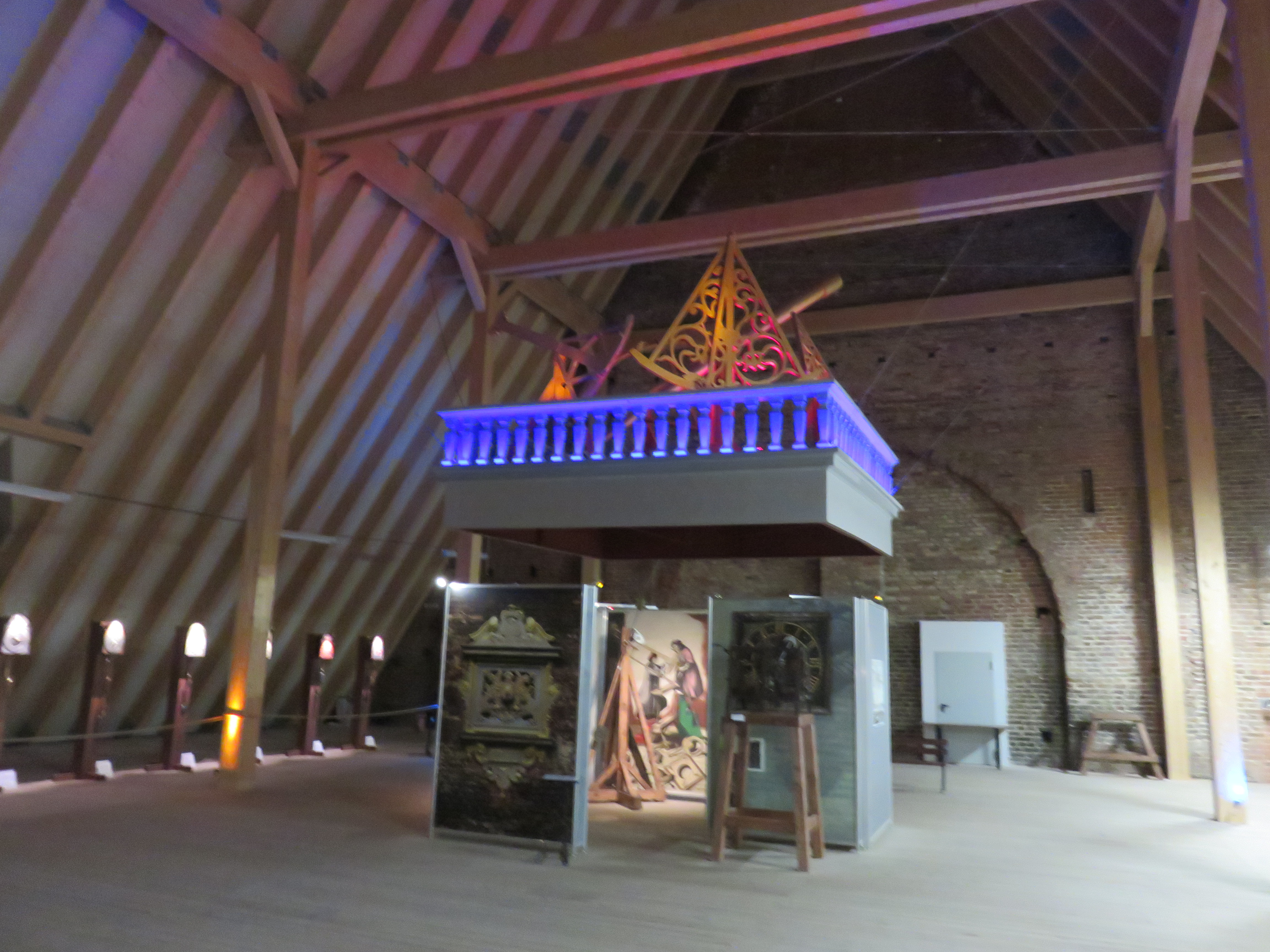
Erneuertes Dach, Teil des Turmuhrenmuseums

## Innenansichten

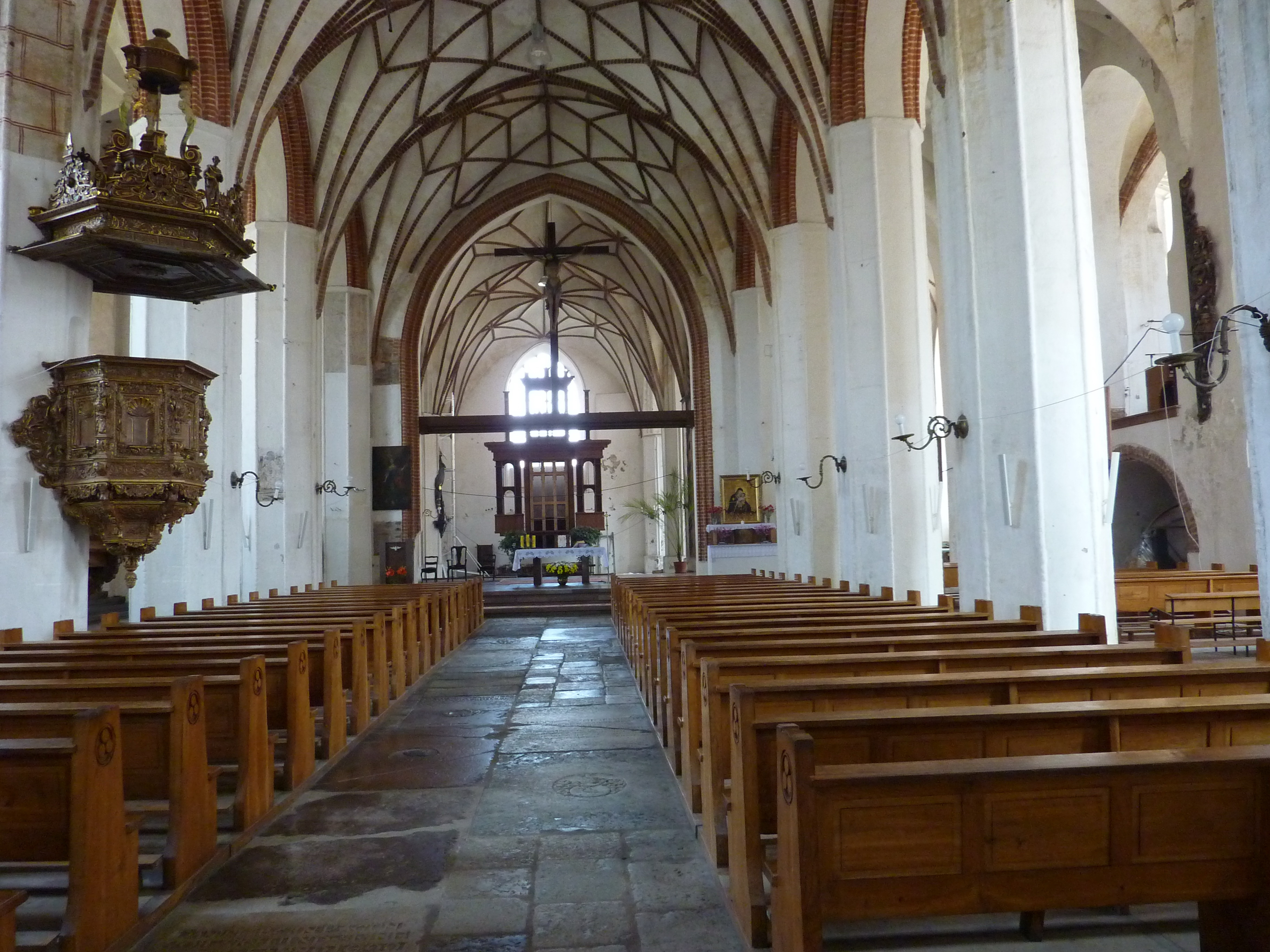
Kirchenmittelschiff der Katharinenkirche
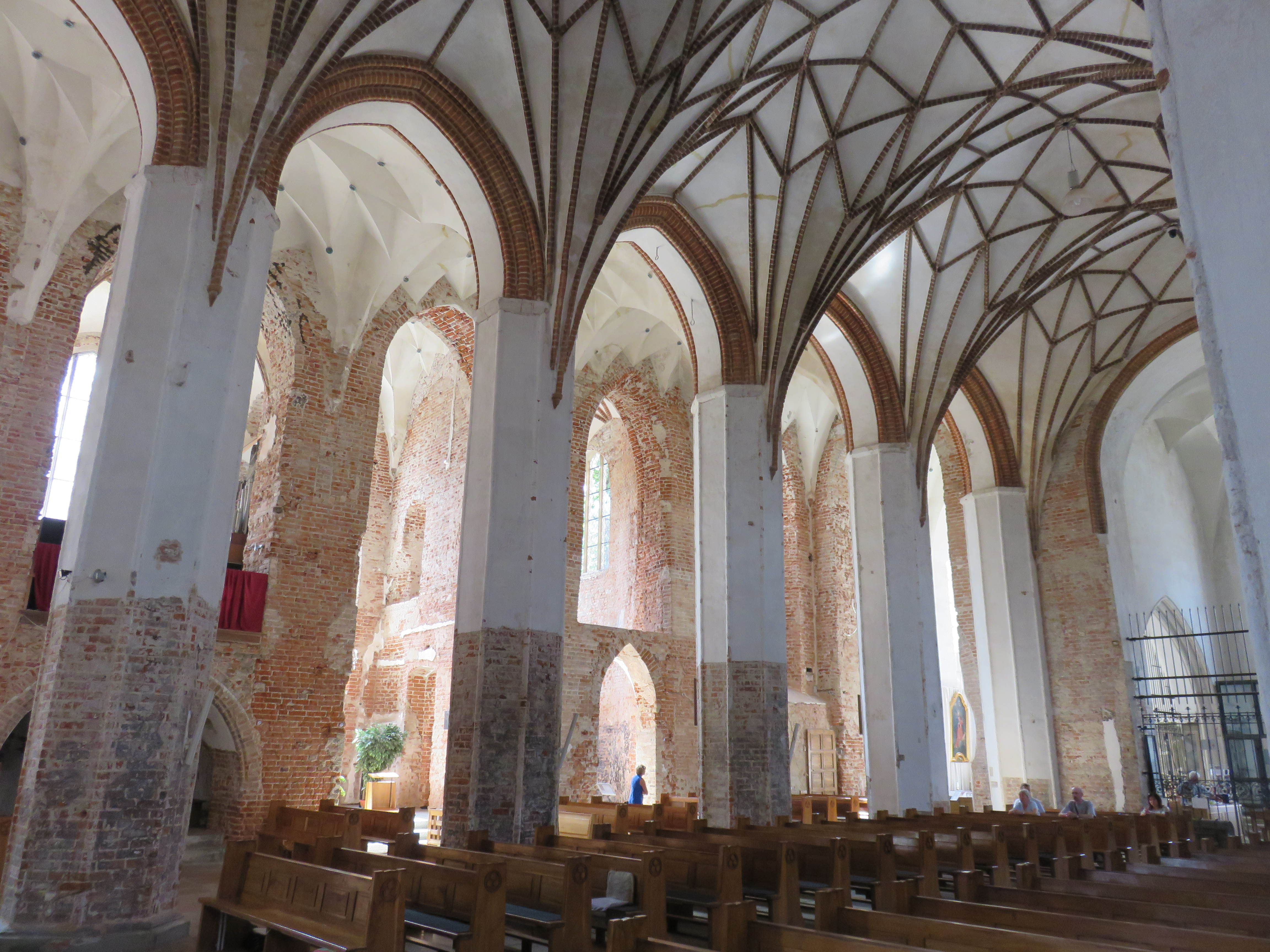
Mittel- und Seitenschiff, Blick in die drei Hallen
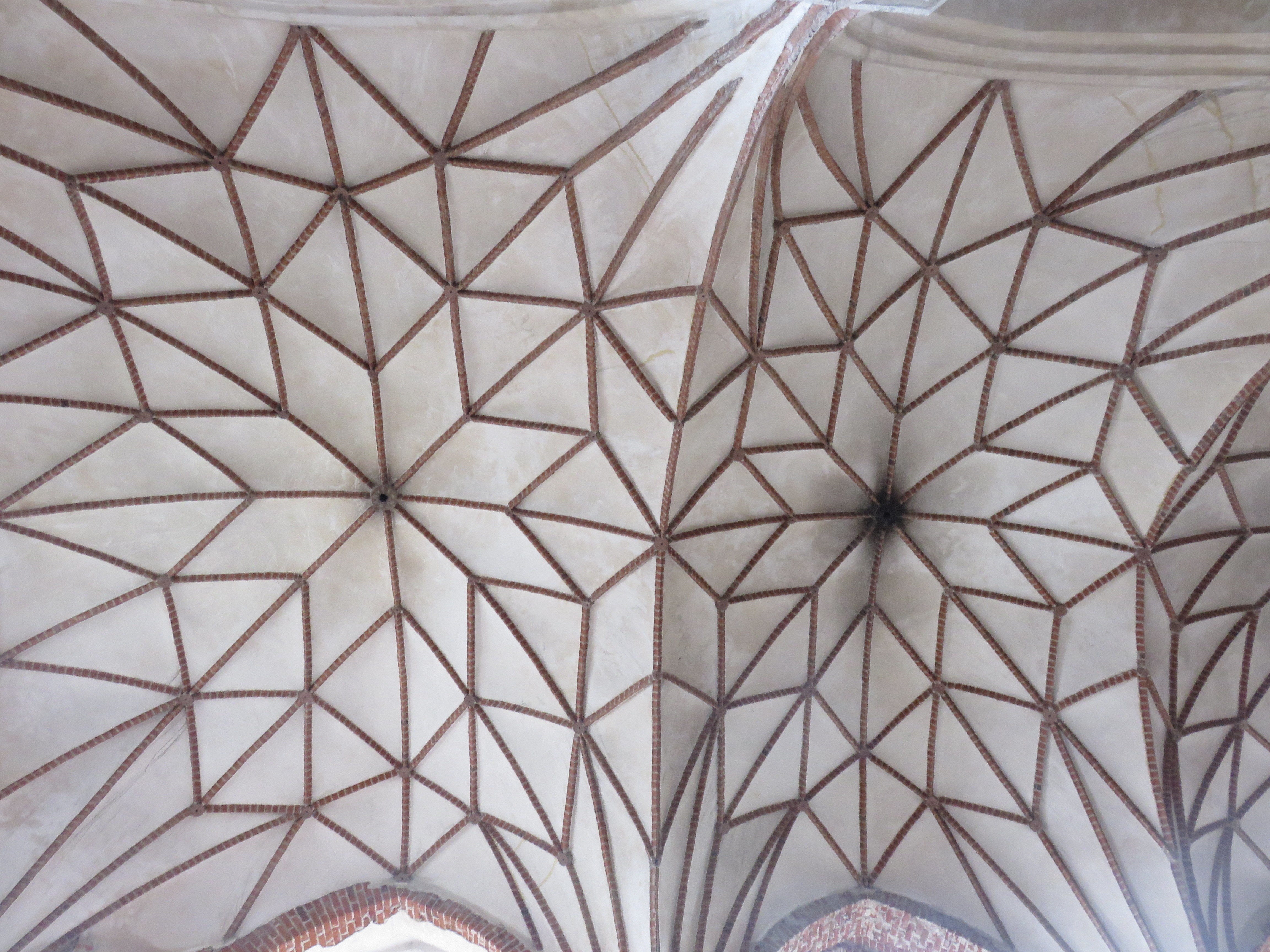
Kirchengewölbe
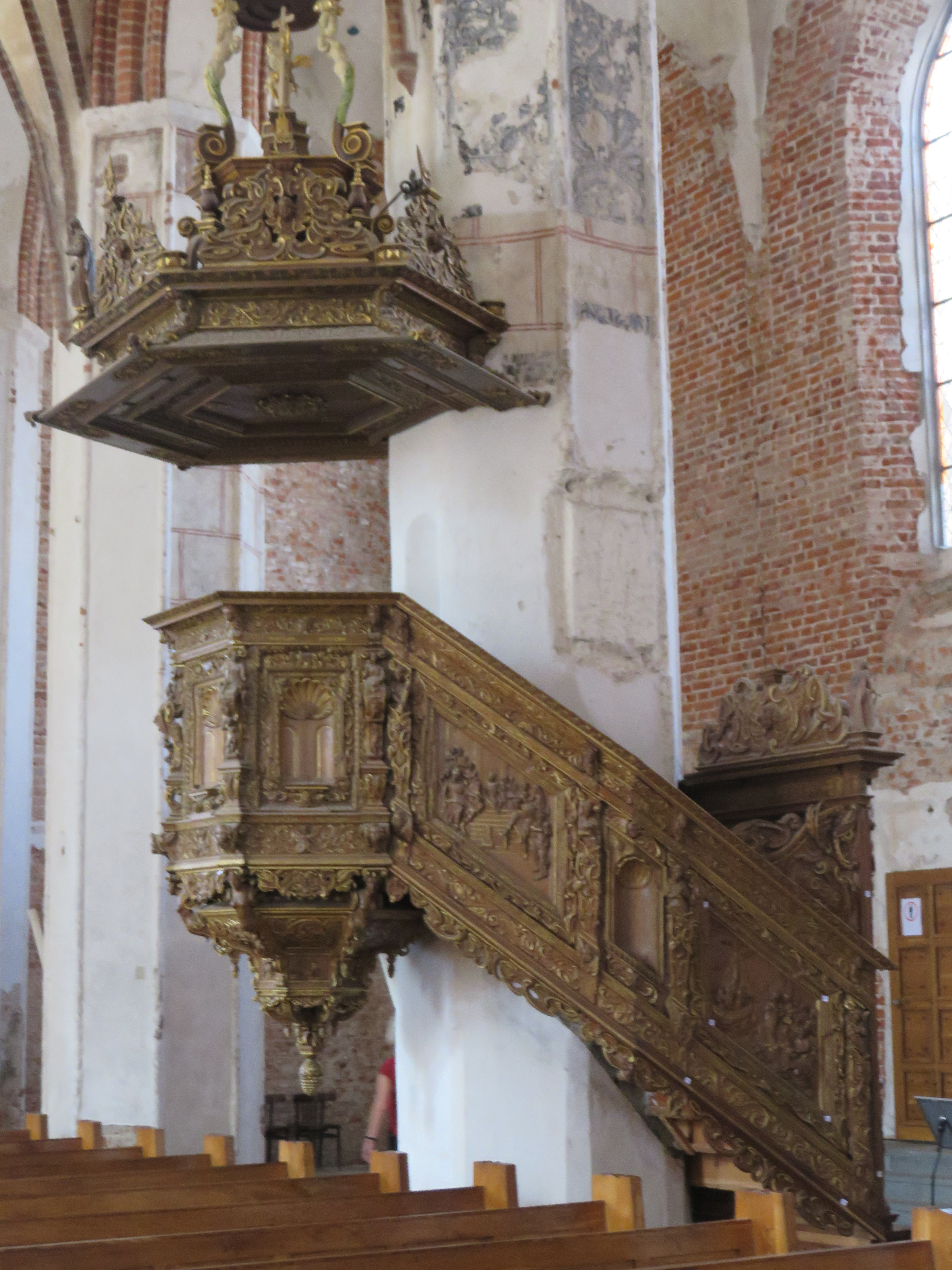
Kanzel
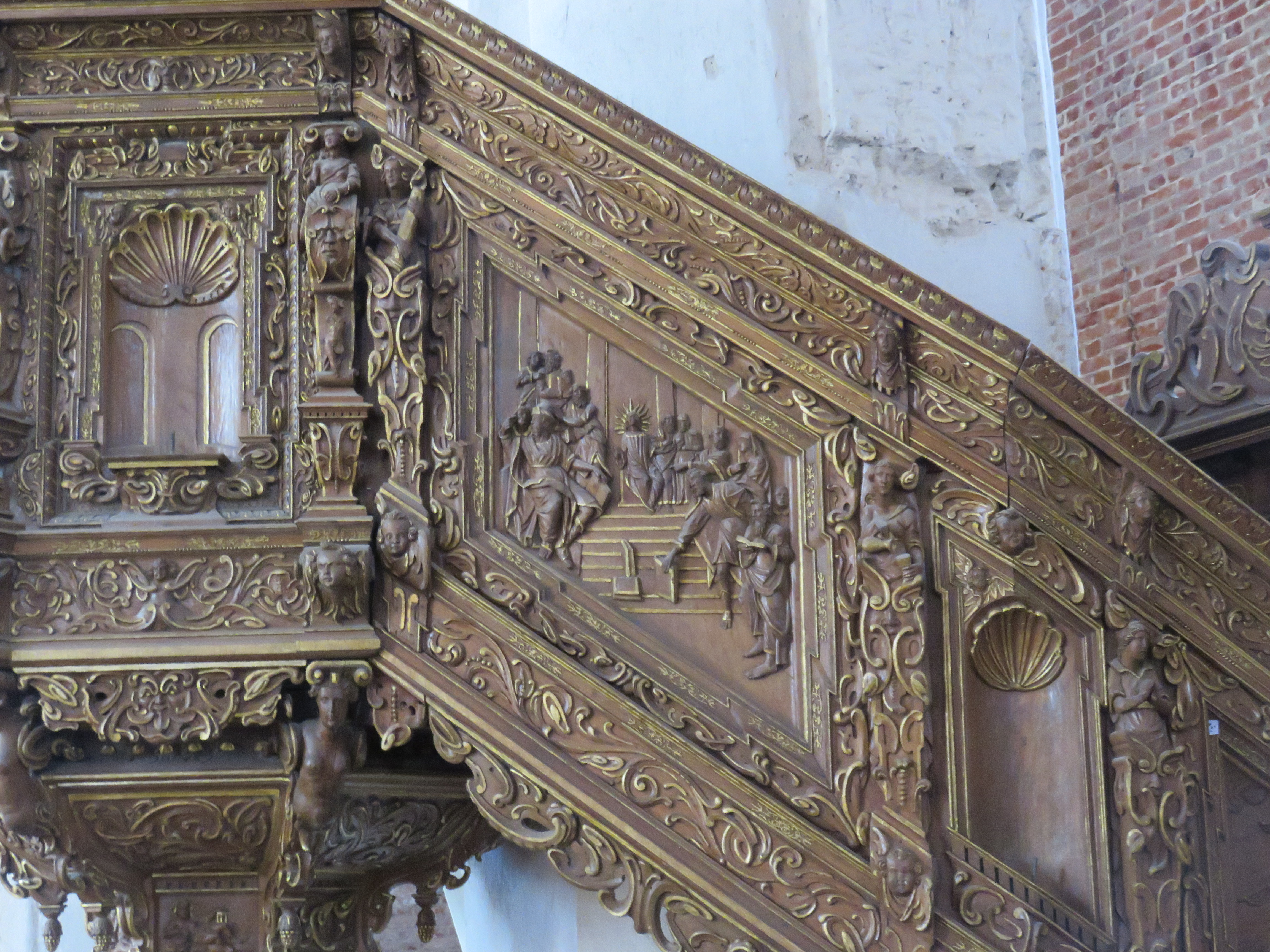
Kanzel-Details

## Persönlichkeiten
- Johannes Mochinger (1603–1652), wirkte ab 1629 als Diakon, ab 1638 als Pfarrer an der Kirche
- Theophil Andreas Volckmar (~1684–1768), wirkte von 1712 bis 1717 als Organist an der Katharinenkirche